# Trách nhiệm xã hội của doanh nghiệp

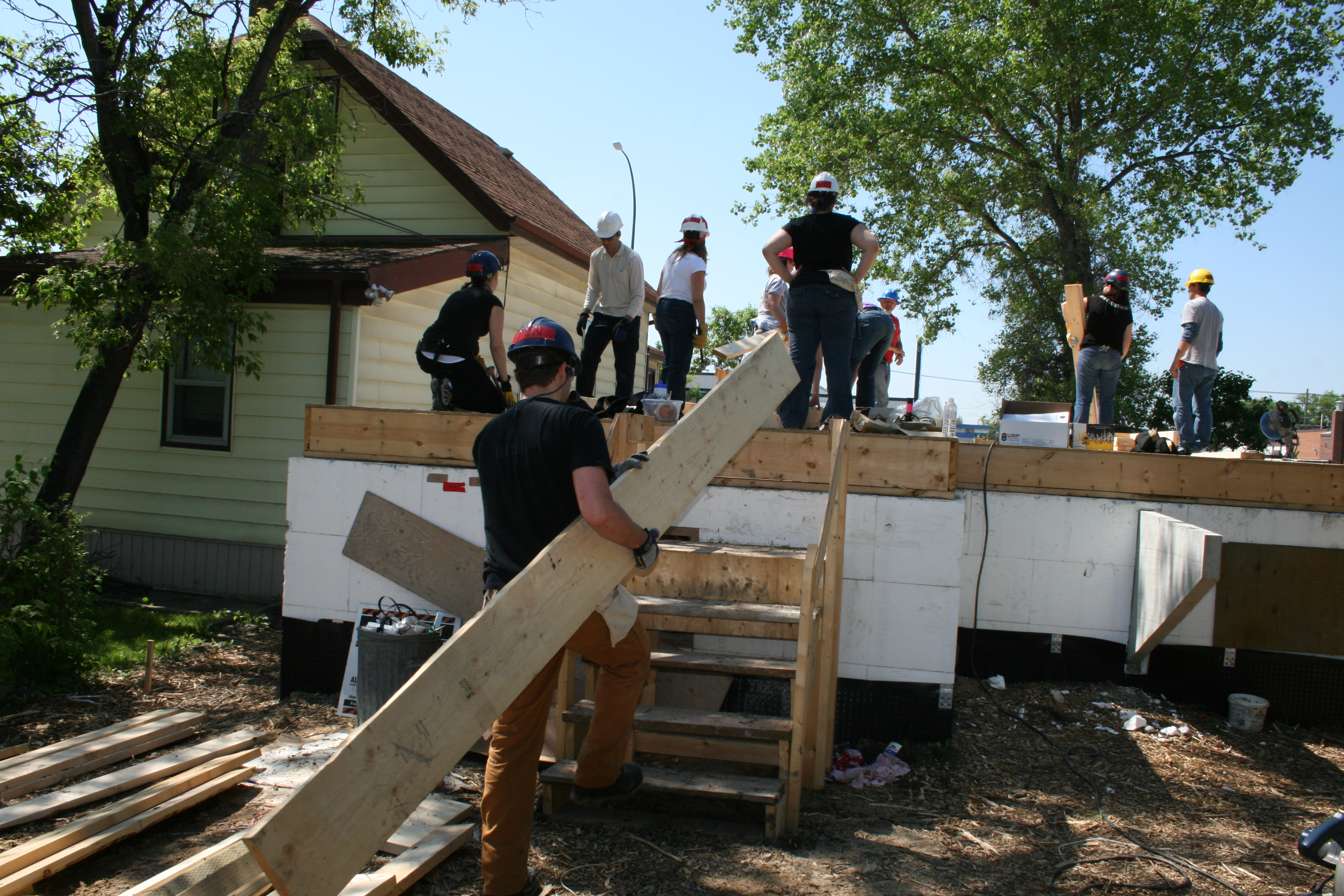
Các nhân viên của một doanh nghiệp cho thuê tạm nghỉ công việc chính để làm tình nguyện viên xây nhà cho Habitat for Humanity, một tổ chức phi lợi nhuận chuyên xây dựng những mái nhà cho các gia đình khó khăn.

Trách nhiệm xã hội của doanh nghiệp (tiếng Anh: Corporate social responsibility, viết tắt: CSR) là một dạng hoạt động có quy tắc được các doanh nghiệp tạo ra  nhằm giúp doanh nghiệp đóng góp cho các mục tiêu xã hội dưới vai trò là một doanh nghiệp có đạo đức, vì cộng đồng thông qua việc tham gia, hỗ trợ các hoạt động tình nguyện hoặc thực hiện những hoạt động mang tính nhân đạo. Trước đây, thuật ngữ này từng được hiểu như là một chính sách nội bộ riêng của một tổ chức hay một chiến lược đạo đức kinh doanh, nhưng điều này không còn chính xác bởi sự phát triển của rất nhiều những bộ luật quốc tế và cả việc hàng loạt các tổ chức đã sử dụng khả năng của mình để đưa thuật ngữ này vươn ra khỏi việc chỉ là một sáng kiến hay lý tưởng của vài cá nhân hay thậm chí là của một ngành nghề kinh doanh nhất định. Sau đó, trách nhiệm xã hội của doanh nghiệp (CSR) được coi như là một cách tự điều chỉnh của doanh nghiệp, tuy nhiên, trong khoảng một thập kỷ trở lại đây, ý nghĩa của thuật ngữ này đã dần thay đổi, không còn chỉ là những quyết định mang tính tự nguyện dưới cấp độ của một cá thể tổ chức nào đó, mà đã trở thành một chính sách bắt buộc phải có của bất cứ tổ chức nào dù ở tầm cỡ khu vực, quốc gia hay quốc tế. 
Xét trên mức độ của tổ chức, CSR thường được hiểu là một sáng kiến chiến lược giúp góp phần nâng cao danh tiếng cho thương hiệu. Theo đó, những sáng kiến trách nhiệm xã hội phải liên kết chặt chẽ với nhau và phải được tích hợp lại thành một mô hình kinh doanh thì mới thành công. Với một số mô hình, việc thực hiện CSR của công ty vượt ra khỏi sự tuân thủ các yêu cầu được quy định và đóng góp vào "các hành động có vẻ giúp tăng cường một số lợi ích xã hội, vượt ra khỏi lợi ích của công ty và những điều được pháp luật yêu cầu".
CSR được tin tưởng sẽ hỗ trợ doanh nghiệp thực hiện sứ mệnh của mình, cùng với đó đây cũng chính là kim chỉ nam để công ty thể hiện giá trị với người tiêu dùng. ISO 26000 là chuẩn mực quốc tế được công nhận dành cho CSR. Còn các tổ chức khu vực công (Liên hợp quốc là một ví dụ) sẽ tuân theo ba vấn đề căn bản (TBL). CSR được thừa nhận rằng tuân theo các nguyên tắc tương tự, tuy nhiên đến nay vẫn chưa có hình thức pháp chế nào đưa ra những chuẩn mực về hành vi một cách chính thức dành cho CSR.

## Định nghĩa

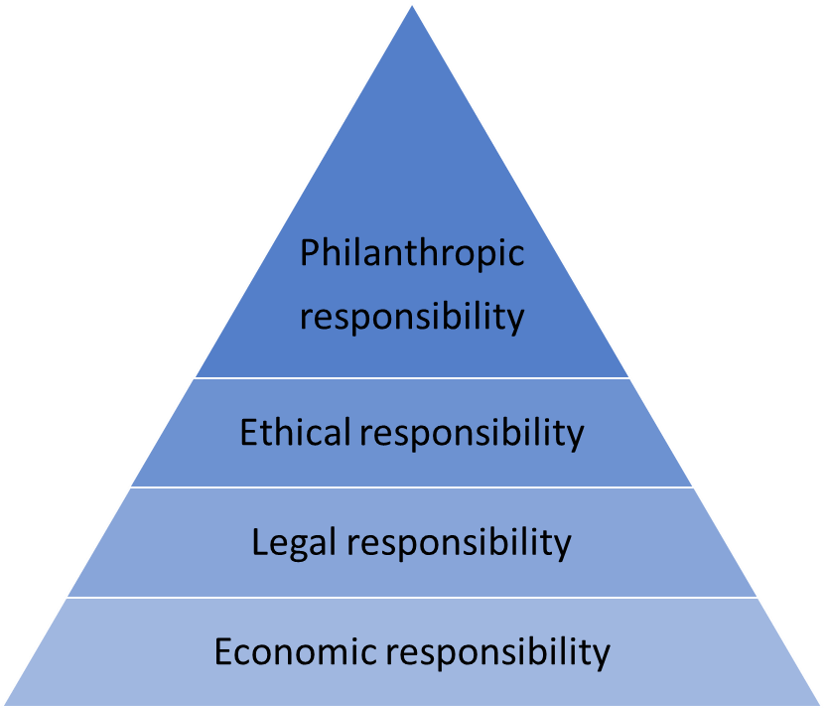
Ngọn tháp trách nhiệm xã hội của doanh nghiệp. Từ trên xuống dưới: Trách nhiệm nhân đạo, trách nhiệm đạo đức, trách nhiệm luật pháp, trách nhiệm kinh tế

Kể từ thập niên 1960, trách nhiệm xã hội của doanh nghiệp đã thu hút sự chú ý của khá nhiều các doanh nghiệp và các cá nhân liên quan. Một loạt các định nghĩa đã được đưa ra về vấn đề này tuy nhiên vẫn chưa có sự thống nhất. Một trong những lý do khiến các định nghĩa trở nên khác biệt đó là do chúng được đề cập từ góc nhìn khác nhau. Một doanh nhân có thể xác định CSR là một chiến lược kinh doanh, một nhà hoạt động phi chính phủ lại có thể coi đó là "hành động đánh lạc hướng người tiêu dùng về môi trường" (greenwash) trong khi một quan chức chính phủ có thể coi đó là một quy định tự nguyện . Ngoài ra, sự bất đồng về định nghĩa của thuật ngữ này cũng phát sinh từ cách tiếp cận khác nhau về luật pháp. Ví dụ, trong khi một nhà kinh tế có thể cho rằng quyết định thực hiện các chính sách CSR của một giám đốc là hợp lý để giảm thiểu rủi ro về chi phí đại lý, một học giả luật lại có thể coi đó là quyết định biểu hiện sự thích hợp về những gì luật pháp yêu cầu từ người giám đốc.
Khái niệm Trách nhiệm xã hội của doanh nghiệp gần đây đã được định nghĩa bởi Sheehy như là một dạng của hoạt động "tự điều chỉnh trong kinh doanh của các doanh nghiệp tư nhân quốc tế". Sheehy đã nghiên cứu hàng loạt các cách tiếp cận quy luật khác nhau để đưa ra định nghĩa này về CSR. Các định nghĩa đã được ông nghiên cứu trước đó bao gồm có định nghĩa kinh tế "lợi nhuận hy sinh", định nghĩa quản lý "vượt quá sự tuân thủ", những góc nhìn của các nhà thể chế về CSR như một "sự biến động chính trị - xã hội" và sự tập trung của pháp luật về nhiệm vụ của giám đốc. Thêm vào đó, Sheehy cũng đã tìm hiểu cách mô tả CSR như một kim tự tháp trách nhiệm của giáo sư Archie Carroll, cụ thể là bao gồm trách nhiệm kinh tế, pháp lý, đạo đức và từ thiện. Tuy nhiên, trong khi giáo sư Carroll không đưa ra định nghĩa chính xác về CSR mà chỉ đơn giản bàn luận về nhóm các hành vi CSR, Sheehy đã phát triển nên một định nghĩa riêng theo triết lý khoa học - nhánh triết học được sử dụng để định nghĩa hiện tượng.
Carroll đã mở rộng trách nhiệm xã hội của doanh nghiệp từ trách nhiệm kinh tế và pháp lý truyền thống sang trách nhiệm đạo đức và từ thiện để đáp ứng với những lo ngại gia tăng về các vấn đề đạo đức trong các doanh nghiệp. Quan điểm này đã được phản ánh trong cuốn sách Business Dictionary (Từ điển kinh doanh), trong đó định nghĩa CSR là "ý thức trách nhiệm của công ty đối với cộng đồng và môi trường (cả sinh thái và xã hội) mà công ty hoạt động bên trong đó. Các công ty thể hiện quyền công dân này thông qua các quy trình giảm thiểu chất thải và ô nhiễm (1), bằng cách đóng góp các chương trình giáo dục và xã hội (2) và bằng cách kiếm được lợi nhuận tương xứng với các nguồn lực mà công ty sử dụng (3)."

## Quan điểm của người tiêu dùng
Hầu hết người tiêu dùng đều đồng ý rằng trong quá trình chinh phục các mục tiêu kinh doanh, doanh nghiệp cũng nên đồng thời thực hiện các nỗ lực CSR, họ tin rằng việc công ty tham gia các hoạt động từ thiện sẽ nhận được các phản ứng tích cực. Tác giả Somerville đã chỉ ra trong cuốn sách của mình rằng khách hàng sẽ trở nên trung thành và sẵn sàng trả nhiều tiền hơn cho những người bán hàng tham gia từ thiện. Người tiêu dùng cũng có suy nghĩ rằng người bán hàng bán những mặt hàng nội địa hoặc địa phương sẽ dễ dàng nhận được sự trung thành từ khách hàng hơn.. Điều này đã được giáo sư Nicola Smith nhắc đến trong cuốn sách của mình về trách nhiệm xã hội của doanh nghiệp vào năm 2013. Tuy nhiên, những nỗ lực cải thiện môi trường đôi khi cũng vấp phải những phản hồi tiêu cực cho rằng chúng sẽ ảnh hưởng đến dịch vụ khách hàng. Trong một bài nghiên cứu vào năm 2005, nhóm các nhà khoa học Harmen Oppewal, Andrew Alexander và Pauline Sullivan cho biết không phải hoạt động CSR nào cũng thu hút đối với khách hàng. Trong bài nghiên cứu, họ đưa ra lời khuyên đối với người bán hàng rằng hãy chỉ nên tập trung vào một hoạt động duy nhất mà thôi. Còn với tác giả Becker-Olsen trong bài báo khoa học vào năm 2006, nếu như hoạt động vì xã hội của một công ty không phù hợp với những mục tiêu mà họ đã đưa ra, chúng sẽ gây nên những tác động tiêu cực.

## Tính chất
Nếu xem xét ở cấp độ tổ chức, CSR là một chính sách của tổ chức đó. Nếu như vậy, nó cần được điều chỉnh và kết hợp với một mô hình kinh doanh để đạt được hiệu quả. Trong một số mô hình, việc thực hiện CSR của một doanh nghiệp sẽ phải tuân theo một số điều kiện cụ thể, và phải được tiến hành "theo một cách thức để giúp xã hội tốt đẹp hơn, vượt ra khỏi lợi ích của doanh nghiệp và không đi ngược lại với những quy định của luật pháp". Việc lựa chọn "tuân theo" luật pháp, "không tuân theo" và "vượt ra khỏi" luật pháp là ba chiến lược riêng biệt mà tổ chức có thể chọn lựa. Trong nhiều vấn đề ứng xử như đối với môi trường hoặc các quy tắc lao động, một số nhà lãnh đạo có thể lựa chọn việc tuân theo luật lệ, trong khi đó một số doanh nghiệp khác có thể lựa chọn việc không chấp hành. Những doanh nghiệp không chấp hành luật lệ rõ ràng sẽ phải chấp nhận một rủi ro về pháp lý. Tuy nhiên, tính rủi ro về pháp lý này cũng có thể sẽ có sự khác biệt nếu như luật lệ mà ta đang nói đến là "luật mềm" (các công cụ bán pháp lý không có bất kỳ tính ràng buộc pháp lý nào, hoặc tính ràng buộc của chúng yếu hơn so với tính ràng buộc của luật truyền thống, hay còn gọi là luật cứng). Luật mềm có thể phải chịu trách nhiệm pháp lý, đặc biệt là khi các doanh nghiệp đưa ra tuyên bố gây hiểu lầm về tính bền vững của họ hoặc hiểu lầm về các thông tin và thông lệ đạo đức khác. Về cơ bản, các doanh nghiệp có thể sử dụng CSR vì mục đích chiến lược hoặc vì mục đích đạo đức. Dưới góc độ CSR là một chiến lược, mục tiêu sẽ là làm gia tăng nguồn lợi nhuận dài hạn và niềm tin của cổ đông thông qua việc phát triển mối quan hệ tốt đẹp với cộng đồng cùng với việc tuân thủ các chuẩn mực đạo đức ở mức độ cao nhờ tính trách nhiệm trong các hành động của doanh nghiệp, từ đó làm giảm thiểu các rủi ro pháp lý và kinh doanh. Các chiến lược CSR khuyến khích công ty tạo ra ảnh hưởng tích cực tới môi trường và những người liên quan đến hoạt động của công ty (stakeholder), bao gồm người tiêu dùng, nhân viên, nhà đầu tư, cộng đồng, chính phủ,... Còn từ góc độ CSR mang mục đích đạo đức, các doanh nghiệp có thể áp dụng các chính sách và thực tiễn CSR thông qua niềm tin và cách nhìn của người lãnh đạo. Lấy ví dụ, một giám đốc điều hành có thể có suy nghĩ rằng việc gây hại với môi trường là một việc làm trái đạo đức, vì vậy ông ta sử dụng CSR để thay đổi việc này.
Những người theo đuổi ý tưởng này cho rằng doanh nghiệp có thể gia tăng lợi nhuận dài hạn bằng việc vận hành và tuân thủ CSR, trong khi đó những người phản đối lại nói rằng CSR làm mất đi vai trò kinh tế của doanh nghiệp. Một nghiên cứu vào năm 2000 đã so sánh các nghiên cứu kinh tế trước đó về sự tương quan giữa mối quan hệ với xã hội và kết quả tài chính của công ty, kết luận rằng các kết quả mâu thuẫn của các nghiên cứu trước đây rằng mối quan hệ với xã hội của doanh nghiệp sẽ tác động đến kết quả tài chính lúc thì tích cực, lúc thì tiêu cực hoặc trung lập, là do các nghiên cứu này đã phân tích dựa trên kinh nghiệm một cách không hoàn thiện và vì vậy đã đưa ra kết luận chưa chính xác. Bài nghiên cứu cuối cùng chỉ ra rằng, CSR có tác động trung lập đến kết quả tài chính cuối cùng của công ty. Những người phản đối  đưa ra những nghi ngờ và cho rằng những người tán thành với CSR đã "mong đợi quá cao và không thực tế" về những tác động mà CSR có thể mang lại, họ cho rằng CSR chỉ là một chiêu trò bề ngoài, một cố gắng để ngăn chặn sự giám sát chặt chẽ từ chính phủ đối với các tập đoàn lớn. Cùng với quan điểm chỉ trích này, các nhà chính trị và xã hội học cũng đã quan tâm đến CSR trong bối cảnh của lý thuyết toàn cầu hóa, chủ nghĩa tự do hiện đại và chủ nghĩa tư bản muộn. Một số nhà thế chế học nhìn nhận CSR như một dạng của sự hợp pháp hóa tư bản, đặc biệt họ còn chỉ ra rằng ban đầu đây là một hình thức vận động của xã hội để chống lại những quyền lực quá tự do và không bị kìm hãm của các thể chế hoặc tổ chức khổng lồ, sau đó các doanh nghiệp đã điều chỉnh CSR để biến nó trở thành một "mô hình kinh doanh" và một công cụ "quản lý rủi ro", và những kết quả của việc áp dụng lý thuyết này bởi các doanh nghiệp rất đáng được đưa lên bàn thảo luận.

## Cách tiếp cận

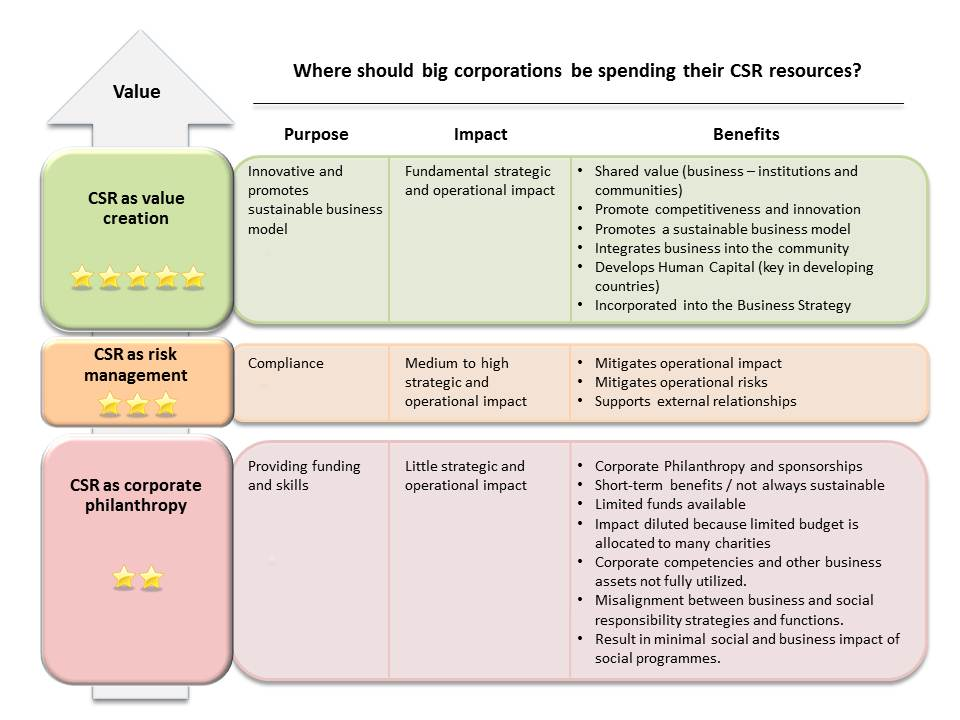
Ba cách tiếp cận CSR khác nhau: Coi CSR là một cách tạo ra giá trị; coi CSR là một phương pháp quản lý rủi ro; coi CSR là đạo đức của doanh nghiệp

Một số nhà bình luận đã chỉ ra những điểm khác biệt giữa cách tiếp cận CSR của các nhà kinh tế học đến từ Canada, châu Âu và Anglo-Saxon. Theo người tiêu dùng Trung Quốc, một công ty có trách nhiệm với xã hội là một công ty tạo ra sản phẩm an toàn, chất lượng cao; còn với người Đức, đó là một công ty bảo đảm sự an toàn cho người lao động; tại Nam Phi, công ty bạn cần phải đóng góp tích cực cho cộng đồng thông qua việc bảo đảm về y tế và giáo dục. Ngay cả ở châu Âu, quan điểm về trách nhiệm xã hội của doanh nghiệp nhiều khi cũng không có sự thống nhất.
Một cách tiếp cận CSR phổ biến hơn đó là tính nhân đạo của doanh nghiệp. Điều này bao gồm những sự đóng góp mà công ty tạo ra cho các tổ chức phi lợi nhuận và cộng đồng. Đóng góp có thể nằm ở các lĩnh vực như nghệ thuật, giáo dục, xây dựng, y tế, phúc lợi xã hội và môi trường, những sự đóng góp mang tính chất chính trị hoặc việc tài trợ cho các sự kiện có tính thương mại sẽ không được tính ở đây.
Một cách tiếp cận khác về CSR đó là kết hợp trực tiếp CSR vào các hoạt động, chẳng hạn như thực hiện thương mại tự do với chè và cà phê.
Tạo giá trị chung hay CSV được dựa trên ý tưởng rằng thành công của doanh nghiệp và phúc lợi xã hội có phụ thuộc lẫn nhau. Một doanh nghiệp sẽ cần có một nguồn lao động khỏe mạnh, được giáo dục đầy đủ, một nguồn tài nguyên bền vững và một chính phủ tinh tường để có thể cạnh tranh hiệu quả trên thị trường. Một xã hội muốn phát triển sẽ cần những doanh nghiệp tạo ra lợi nhuận và có khả năng cạnh tranh để xây dựng và hỗ trợ việc tạo ra nguồn thu, sự thịnh vượng, những khoản thuế. Một bài báo trên tạp chí Harvard Business Review có tiêu đề Chiến lược & Cộng đồng: Mối quan hệ giữa Lợi thế Cạnh tranh và Trách nhiệm Xã hội của Doanh nghiệp đã cung cấp những dẫn chứng về một công ty đã phát triển nên một mối quan hệ mạnh mẽ giữa những chiến lược kinh doanh và hoạt động CSR. Hoạt động tạo ra giá trị chung đã thừa nhận rằng có tồn tại một sự đánh đổi giữa lợi ích ngắn hạn với mục tiêu môi trường hoặc xã hội, nhưng những người ủng hộ hoạt động này nhấn mạnh về các cơ hội tạo ra lợi thế cạnh tranh dành cho doanh nghiệp khi họ xây dựng được một giá trị xã hội với cộng đồng. Lý tưởng về CSV đã làm cho nhiều người ấn tượng rằng có vẻ chỉ có hai đối tượng liên quan đến hoạt động của công ty (stakeholder) được coi là quan trọng: cổ đông và người tiêu dùng.
Nhiều công ty thực hiện hoạt động đối chuẩn để đánh giá chính sách, việc thực hiện và hiệu quả của CSR tại công ty họ. Hoạt động đối chuẩn bao gồm đánh giá hoạt động của đối thủ, đồng thời đo lường và đánh giá tác động của những chính sách CSR đối với cộng đồng và môi trường, phân tích cách mọi người phản ứng với những chiến lược CSR của đối thủ.

### Phân tích chi phí - lợi ích
Trong các thị trường cạnh tranh, việc phân tích chi phí-lợi ích của các sáng kiến CSR có thể được kiểm tra bằng cách sử dụng quan điểm dựa trên nguồn lực (RBV). Theo (1990), "để xây dựng được RBV và tạo ra lợi thế cạnh tranh bền vững sẽ cần các nguồn lực có giá trị (V), hiếm có (R), không thể bị bắt chước (I) và không thể bị thay thế (S)." Một công ty khi đưa ra một chiến lược dựa trên trách nhiệm với xã hội sẽ chỉ nhận lại những giá trị bền vững trong trường hợp chiến lược dựa trên CSR của họ không thể bị sao chép (I). Tuy nhiên, theo một khía cạnh khác, việc những đối thủ bắt chước một chiến lược sẽ vô hình trung gia tăng lợi ích cho toàn bộ xã hội. Trong đó, các công ty lựa chọn tạo dựng CSR để nhận lại những lợi ích về tài chính sẽ phải hành động một cách có trách nhiệm.
RBV đưa ra nhận xét rằng các công ty thực chất chính là những nhóm nguồn lực và sức mạnh không đồng nhất dịch chuyển một cách không hoàn hảo. Tính di động không hoàn hảo này có thể tạo ra lợi thế cạnh tranh cho các công ty để họ có được những nguồn tài nguyên bất động. McWilliams và Siegel (2001) đã xem xét các hoạt động và thuộc tính của CSR như một chiến lược khác biệt hóa. Họ kết luận rằng các nhà quản lý có thể xác định mức đầu tư thích hợp vào CSR bằng cách tiến hành phân tích lợi ích chi phí giống như cách họ phân tích các khoản đầu tư khác. Reinhardt (1998) phát hiện ra rằng một công ty tham gia vào chiến lược dựa trên CSR chỉ có thể duy trì nguồn lợi nhuận bất thường của mình nếu điều đó có thể ngăn các đối thủ cạnh tranh bắt chước chiến lược của họ.
Thêm vào đó, khi quan sát từ góc độ phân tích chi phí - lợi ích, chúng ta nên tham khảo quan điểm của Waddock và Graves (1997), họ chỉ ra rằng độ hiệu quả xã hội của doanh nghiệp có liên quan một cách tích cực tới hiệu quả về tài chính, có nghĩa là lợi ích của việc trở nên có trách nhiệm với xã hội sẽ lớn hơn các chi phí bỏ ra. McWilliams và Siegel (2000) lại đề cập rằng Waddock và Graves đã không tính đến yếu tố đổi mới vào trong nghiên cứu của mình, bởi các công ty thực hiện CSR vốn dĩ đều rất sáng tạo và liên tục đổi mới, và chính sự đổi mới đó mới giúp gia tăng hiệu quả tài chính chứ không phải do CSR. Nghiên cứu của Hull và Rothenberg (2007) sau này tiếp tục phát hiện ra rằng có những công ty dù không có chính sách đổi mới, nhưng những hoạt động CSR trong quá khứ trên thực tế đã giúp cho họ đạt hiệu quả tài chính tốt hơn.

## Mục tiêu
Ban đầu, Trách nhiệm với xã hội của doanh nghiệp tập trung vào hành vi chính thức của một doanh nghiệp cụ thể. Về sau, lý thuyết này đã mở rộng ra và bao gồm cả hành vi của nhà cung cấp và cách họ sử dụng các sản phẩm của mình cũng như cách họ xử lý chúng khi không còn giá trị nữa.

### Chuỗi cung ứng
Vào thế kỷ 21, Trách nhiệm xã hội của doanh nghiệp trong chuỗi cung ứng đã thu hút được sự chú ý của các công ty và các bên liên quan. Chuỗi cung ứng của doanh nghiệp là một quy trình mà từ đó các tổ chức khác nhau bao gồm nhà cung cấp, khách hàng (công ty đứng ở giữa) và người cung cấp dịch vụ logistic cùng làm việc với nhau để cung cấp hàng hóa và dịch vụ tới tay của người sử dụng cuối cùng, cũng chính là khách hàng.
Việc thiếu trách nhiệm xã hội trong chuỗi cung ứng sẽ ảnh hưởng rất lớn đến danh tiếng của doanh nghiệp, dẫn đến việc tổn thất nhiều chi phí để giải quyết vấn đề. Ví dụ, vụ sập tòa nhà Savar vào năm 2013 khiến hơn 1000 người thiệt mạng là một trong những vụ tai nạn tồi tệ khiến cho các công ty sau đó phải nhìn nhận lại trách nhiệm trong hoạt động của mình đối với cộng đồng và xã hội. Một ví dụ khác, vụ scandal thịt ngựa năm 2013 tại nước Anh đã gây ảnh hưởng đến rất nhiều nhà cung cấp thực phẩm, trong đó có bao gồm Tesco, nhà bán lẻ lớn nhất nước Anh, dẫn đến việc nhiều đơn vị cung cấp phải giải thể. Việc thiếu trách nhiệm xã hội đến từ cả nhà cung ứng và nhà bán lẻ có thể gây ảnh hưởng rất lớn đến các bên liên quan (stakeholder) - những người mất đi lòng tin của mình đối với doanh nghiệp, và cho dù doanh nghiệp không phải bên trực tiếp gây ra hậu quả, thì đối với các bên liên quan, họ vẫn phải chịu trách nhiệm.

### Hoạt động vì xã hội của doanh nghiệp
Trách nhiệm xã hội của doanh nghiệp bao gồm sáu loại hoạt động vì xã hội mà một doanh nghiệp có thể thực hiện như sau:
- Hoạt động từ thiện: công ty thực hiện các hoạt động từ thiện, bao gồm việc quyên góp tiền mặt, hàng hóa và dịch vụ, đôi khi thông qua một nền tảng của chính công ty đó
- Tình nguyện vì cộng đồng: Các hoạt động tình nguyện do công ty tổ chức
- Kinh doanh sản phẩm có ích cho xã hội: các sản phẩm được sản xuất và kinh doanh một cách có đạo đức, giải quyết một vấn đề cho xã hội và thu hút được một phân khúc khách hàng nào đó
- Xúc tiến, thúc đẩy các chiến dịch vì cộng đồng: Công ty tài trợ để thực hiện các chiến dịch đem lại lợi ích cho xã hội
- Marketing có ý nghĩa xã hội: Thực hiện tài trợ hoặc quyên góp dựa trên doanh thu bán sản phẩm
- Marketing thay đổi hành vi xã hội: Công ty tài trợ cho các chiến dịch thay đổi hành vi của xã hội để trở nên tốt hơn

Toàn bộ sáu loại hoạt động vì xã hội của doanh nghiệp trên sẽ tạo nên một công dân doanh nghiệp (corporate citizenship), có nghĩa là lúc này doanh nghiệp sẽ được nhìn nhận như một công dân sống trong cộng đồng, bên cạnh việc tạo ra lợi nhuận về kinh tế, doanh nghiệp cũng thực hiện đầy đủ các trách nhiệm đối với xã hội mà nó đang hoạt động bên trong. Tuy nhiên, chỉ có một vài hoạt động CSR có thể đạt đến mức độ của cause marketing (marketing vì mục đích tốt đẹp), được định nghĩa là "một loại trách nhiệm xã hội của doanh nghiệp (CSR), trong đó chiến dịch quảng cáo của công ty có mục đích kép là vừa làm tăng lợi nhuận nhưng cũng đồng thời giúp cho xã hội trở nên tốt đẹp hơn."
Các công ty về cơ bản không hề có động cơ lợi nhuận khi tham gia từ thiện hoặc thực hiện các hoạt động tình nguyện vì cộng đồng. Tuy nhiên, việc tham gia những hoạt động xã hội như vậy sẽ được coi là hoạt động marketing vì mục đích tốt đẹp, khi đó doanh nghiệp có thể vừa tăng trưởng lợi nhuận, vừa nhận được những tình cảm từ cộng đồng.

## Thực hiện
CSR có thể được thực hiện tại các bộ phận của tổ chức như phòng nguồn nhân lực, phát triển kinh doanh hoặc quan hệ công chúng, hoặc cũng có thể là một bộ phận riêng phụ trách việc báo cáo tới CEO hoặc ban giám đốc.

### Kế hoạch tham gia
Một kế hoạch tham gia có thể hỗ trợ trong việc tiếp cận tới đối tượng mà tổ chức mong muốn. Một cá nhân hoặc một nhóm sẽ lập kế hoạch cho các mục tiêu về CSR cho một tổ chức. Như với bất kỳ hoạt động nào của công ty, ngân sách dành cho CSR sẽ thể hiện mức độ cam kết và tầm quan trọng tương đối của chương trình dối với tổ chức.

### Kế toán, kiểm toán và báo cáo
Kế toán xã hội là sự truyền đạt các tác động đối với xã hội và môi trường gây ra bởi các hành động kinh tế của một công ty tới các nhóm lợi ích cụ thể trong xã hội và với xã hội nói chung.
Kế toán xã hội nhấn mạnh vào khái niệm nghĩa vụ của công ty. Crowther định nghĩa kế toán xã hội là "một cách tiếp cận để báo cáo các hoạt động của công ty trong đó nhấn mạnh vào (1) việc chỉ ra sự cần thiết phải xác định các hành vi liên quan đến xã hội, (2) xác định những người mà công ty phải chịu trách nhiệm về hiệu quả xã hội mà công ty tạo ra và (3) sự phát triển của các thang đo và kỹ thuật báo cáo phù hợp."
Các hướng dẫn và tiêu chuẩn báo cáo đóng vai trò là khuôn mẫu cho kế toán xã hội, kiểm toán và báo cáo:
- Tiêu chuẩn AA100 của AccountAbility, dựa trên báo cáo điểm mấu chốt thứ ba (3BL) của John Elkington
- Báo cáo kết nối của dự án bền vững của Prince[50]
- Hiệp hội Lao động Công bằng tiến hành kiểm tra dựa trên Quy tắc ứng xử tại nơi làm việc và đăng kết quả kiểm tra trên trang web của Hiệp hội.
- Hiệp hội May mặc Công bằng xác minh điều kiện lao động trong chuỗi cung ứng của các công ty bằng việc sử dụng các nhóm kiểm toán liên ngành khác nhau.
- Hướng dẫn về Báo cáo Bền vững của Global Reporting Initiative
- Bảng cân đối lợi ích chung của Nền Kinh tế vì Lợi ích chung[51]

### Sách
- Bhattacharya, CB; Sen, Sankar; Korschun, Daniel (2011). Leveraging Corporate Social Responsibility: The Stakeholder Route to Business and Social Value. Cambridge: UK: Cambridge University Press.
- 10 key things to know about CSR. London. 2007. tr. 47. {{Chú thích sách}}: Đã bỏ qua |work= (trợ giúp)Quản lý CS1: địa điểm thiếu nhà xuất bản (liên kết)
- Carroll, Archie B. (2000). "The Four Faces of Corporate Citizenship". Trong Richardson, J. E. (biên tập). Business Ethics 00/01. Dushkin/McGraw-Hill. tr. 187–191. ISBN 9780072365238. OCLC 65519999.
- De George, Richard T. (2011). Business Ethics. Dorling Kindersley, licensees of Pearson Education in South Asia. ISBN 978-81-317-6335-3.
- Diamond, Jared (2011). "Big businesses and the environment: different conditions, different outcomes". Collapse: how societies choose to fail or survive . Penguin. tr. 441–485. ISBN 9780241958681.
- Feltus, C.; Petit, M.; Dubois, E. (2009). Strengthening employee's responsibility to enhance governance of IT: COBIT RACI chart case study. Chicago, Il. ISBN 978-1-60558-787-5. {{Chú thích sách}}: Đã bỏ qua |journal= (trợ giúp)Quản lý CS1: địa điểm thiếu nhà xuất bản (liên kết)
- Grace, Damian; Cohen, Stephen (ngày 1 tháng 10 năm 2004). Business Ethics: Problems and Cases. Oxford University Press. ISBN 978-0-19-551727-9.
- Habisch, A; Jonker, J.; Wagner, M; Schmidpeter, R. (2005). Corporate Social Responsibility Across Europe. Springer. ISBN 3-540-23251-6.
- Kerr, M.; Janda, R.; Pitts, C. (2009). Pitts, C. (biên tập). Corporate Social Responsibility: A Legal Analysis. Toronto: LexisNexis. ISBN 978-0-433-45115-0.
- Rae, Scott B.; Wong, Kenman L. (1996). Beyond Integrity: A Judeo-Christian Approach. Grand Rapids, Mich.: Zondervan. ISBN 9780310201731. OCLC 34046805.
- Spence, L.; Habisch, A.; Schmidpeter, R. (2004). Responsibility and Social Capital. The World of Small and Medium Sized Enterprises. Palgrave. ISBN 0-333-71459-8.
- Sun, William (2010). How to Govern Corporations So They Serve the Public Good: A Theory of Corporate Governance Emergence. New York: Edwin Mellen. ISBN 978-0-7734-3863-7.
- Visser, W.; Matten, D.; Pohl, M.; Tolhurst, Nick (2008). The A to Z of Corporate Social Responsibility. Wiley. ISBN 978-0-470-72395-1.

### Báo/tạp chí
- Baker, M. "Companies in Crisis- What to do when it all goes wrong". Mallenbaker.net. Bản gốc lưu trữ ngày 29 tháng 3 năm 2009. Truy cập ngày 15 tháng 11 năm 2018. {{Chú thích tạp chí}}: Chú thích magazine cần |magazine= (trợ giúp); Đã định rõ hơn một tham số trong |archivedate= và |archive-date= (trợ giúp); Đã định rõ hơn một tham số trong |archiveurl= và |archive-url= (trợ giúp)
- Bansal, P.; Roth, R. (2000). "Why Companies Go Green: A model of Ecological Responsiveness". The Academy of Management Journal. Quyển 43 số 4. tr. 717–736. doi:10.2307/1556363. ISSN 0001-4273. JSTOR 1556363.
- Bulkeley, Harriet (tháng 12 năm 2001). "Governing climate change: the politics of risk society?". Transactions of the Institute of British Geographers. Quyển 26 số 4. tr. 430–447. doi:10.1111/1475-5661.00033.
- Fields, S. (2002). "Sustainable Business Makes Dollars and Cents". Environmental Health Perspectives. Quyển 110 số 3. tr. A142–5. doi:10.1289/ehp.110-a142. JSTOR 3455129. PMC 1240776. PMID 11882490.
- Fry, L. W.; Keim, G. D.; Meiners, R. E. (1982). "Corporate Contributions: Altruistic or for Profit?". The Academy of Management Journal. Quyển 25 số 1. tr. 94–106. doi:10.2307/256026. ISSN 0001-4273. JSTOR 256026.
- "How the Court Works". International Court of Justice. Bản gốc lưu trữ ngày 14 tháng 10 năm 2007. Truy cập ngày 15 tháng 11 năm 2018.
- Roux, M. (2007). "Climate conducive to corporate action: 1 All-round Country Edition". The Australian. tr. 14. Bản gốc lưu trữ ngày 8 tháng 9 năm 2007. Truy cập ngày 15 tháng 11 năm 2018.
- Sacconi, L. (2004). "A Social Contract Account for CSR as Extended Model of Corporate Governance (Part II): Compliance, Reputation and Reciprocity". Số 11. Journal of Business Ethics. tr. 77–96. SSRN 731603. {{Chú thích tạp chí}}: Chú thích magazine cần |magazine= (trợ giúp)
- Thilmany, J. (tháng 9 năm 2007). "Supporting Ethical Employees". Quyển 52 số 2. HR Magazine. tr. 105–110. {{Chú thích tạp chí}}: Chú thích magazine cần |magazine= (trợ giúp)[liên kết hỏng]
- Tullberg, S.; Tullberg, J. (1996). "On Human Altruism: The Discrepancy between Normative and Factual Conclusions". Oikos. Quyển 75 số 2. tr. 327–329. doi:10.2307/3546259. ISSN 0030-1299. JSTOR 3546259.
- Wei, K. C. John (tháng 7 năm 2011). "Corporate Social Responsibility – A Comparison Between Vietnam and China". Quyển 1 số 1. International Journal of Governance. {{Chú thích tạp chí}}: Chú thích magazine cần |magazine= (trợ giúp)
- Smith, N. C.; Lopez, S; Read, D. (2010). "Consumer perceptions of corporate social responsibility: The CSR halo effect". Quyển 16. Faculty and Research Paper. Bản gốc lưu trữ ngày 4 tháng 3 năm 2016. Truy cập ngày 15 tháng 11 năm 2018. {{Chú thích tạp chí}}: Chú thích magazine cần |magazine= (trợ giúp)
- Carroll, Archie B. (1979). "A Three Dimensional Model of Corporate Performance". Academy of Management Review. Quyển 4 số 4. tr. 497–505. doi:10.5465/amr.1979.4498296.
- Lantos, Geoffrey P. (2001). "The Boundaries of Strategic Corporate Social Responsibility". Journal of Consumer Marketing. Quyển 18 số 7. MCB UP. tr. 595–632. doi:10.1108/07363760110410281. ISSN 0736-3761.
- Lantos, Geoffrey P.; Cooke, Simon (1 tháng 5, 2003). "Corporate Socialism Unethically Masquerades as "CSR": The Difference between Being Ethical, Altruistic, and Strategic in Business". Strategic Direction. Quyển 19 số 6. tr. 31–35. doi:10.1108/02580540310472135. ISSN 0258-0543.
- Oppewal, H.; Alexander, A.; Sulliwan, P. (2006). "Consumer Perceptions of Corporate Social Responsibility in town shopping centres and their influence on shopping evaluations". Journal of retailing and consumer services. Quyển 13 số 4. tr. 263–270. doi:10.1016/j.jretconser.2005.08.015.

### Trang web
- Catalyst Consortium (2002). "What is Corporate Social Responsibility?" (PDF). Bản gốc (PDF) lưu trữ ngày 12 tháng 10 năm 2007.
- Fialka., J.; Some Companies Move From Opposition to Offering Proposals on Limiting Emissions". (2006). "Politics & Economics: Big Businesses Have New Take on Warming". Wall Street Journal. tr. 4.
- Sullivan, N.; Schiafo, R. (ngày 12 tháng 6 năm 2005). "Talking Green, Acting Dirty (Op-Ed)". New York Times.
- Epstein-Reeves, James (2010). "Consumers Overwhelmingly Want CSR". Truy cập ngày 28 tháng 4 năm 2014.
- Kardashian, Kirk (2013). "When Retailers Do Good, Are Consumers More Loyal?". Bản gốc lưu trữ ngày 18 tháng 10 năm 2015. Truy cập ngày 28 tháng 4 năm 2014.
- "Corporate Socialism Unethically Masquerades as "Corporate Social Responsibility"". Ethics-Based Marketing. Bản gốc lưu trữ ngày 23 tháng 11 năm 2014.
- Somerville, Michael (ngày 13 tháng 9 năm 2013). "Nearly half of Britons would buy more from a store that supports charity". Truy cập ngày 28 tháng 4 năm 2014.